# Andropogon pohlianus
Andropogon pohlianus är en gräsart som beskrevs av Eduard Hackel. Andropogon pohlianus ingår i släktet Andropogon och familjen gräs. Inga underarter finns listade i Catalogue of Life.